# St. Sebastian (Lobberich)

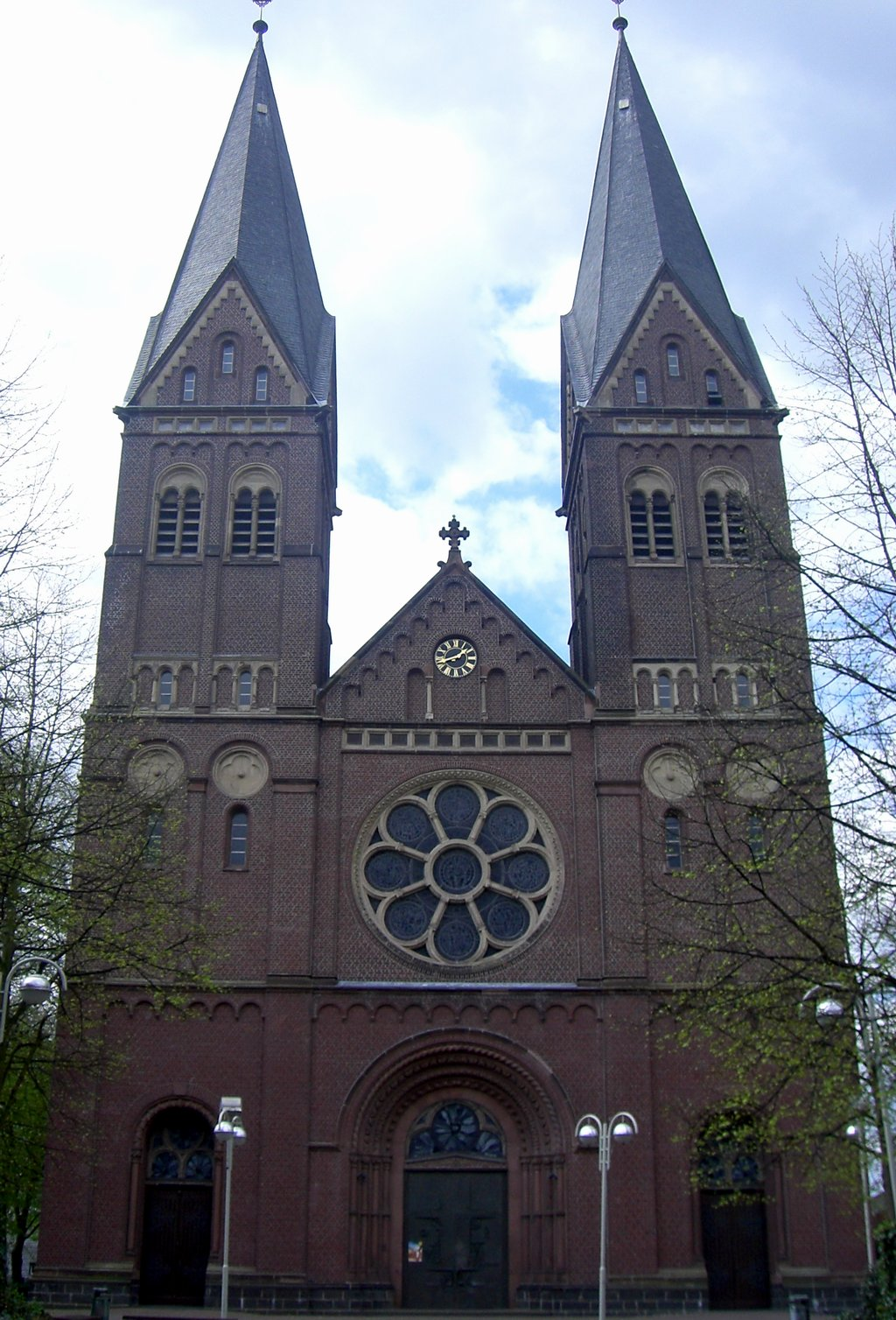
St. Sebastian in Lobberich

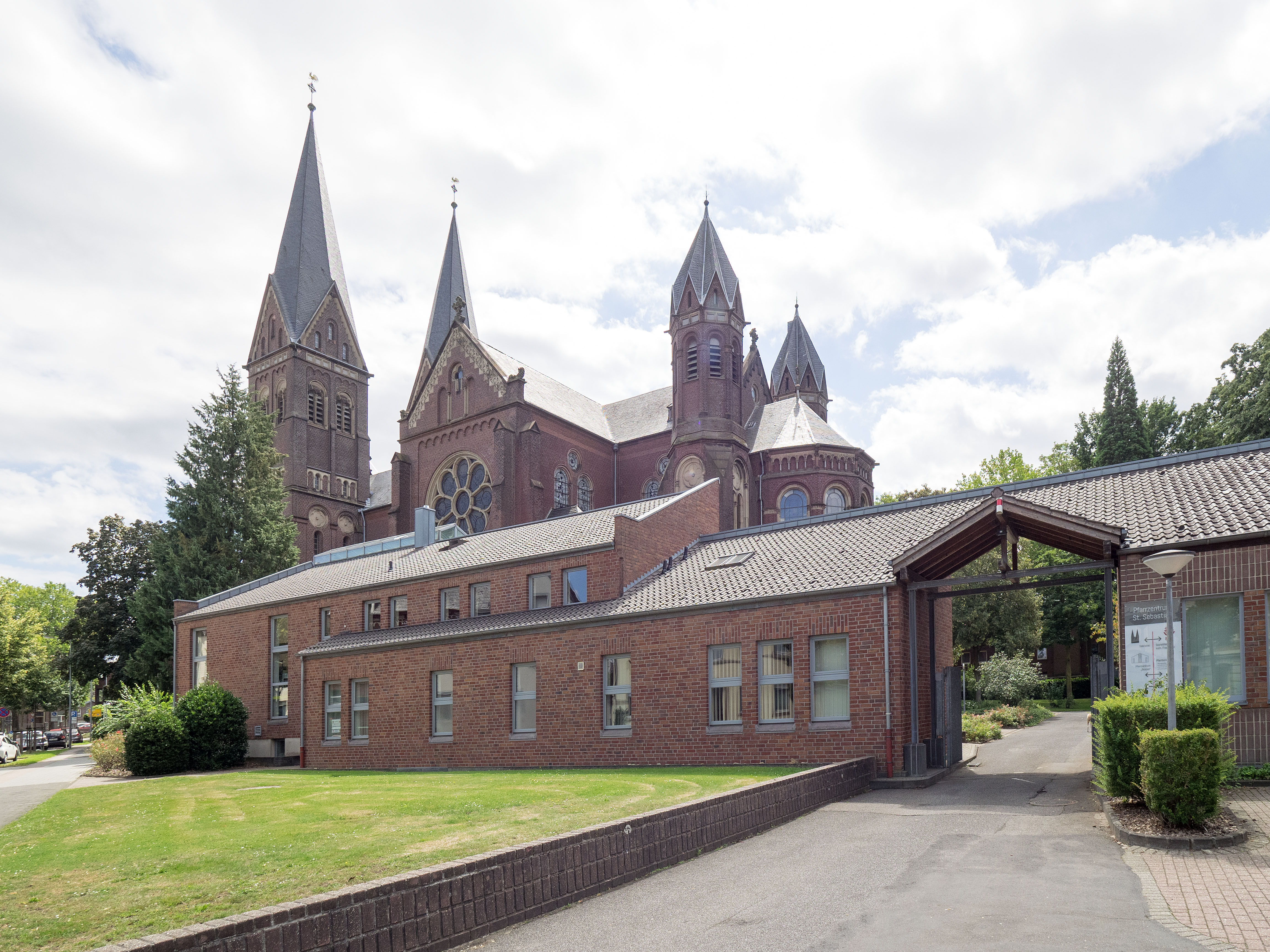
Choransicht

St. Sebastian ist eine römisch-katholische Pfarrkirche in Lobberich, einem Stadtteil von Nettetal im Kreis Viersen in Nordrhein-Westfalen. Die Kirche ist unter Nummer 137 in die Liste der Baudenkmäler in Nettetal eingetragen und steht unter dem Patronat des hl. Märtyrers Sebastian. Sie wurde zwischen 1891 und 1893 nach Plänen von Carl Rüdell und Richard Odenthal errichtet.

## Geschichte
Nachdem die heutige Alte Kirche Ende des 19. Jahrhunderts für die stark angewachsene Zahl der Gemeinde nicht mehr ausreichte, entschied sich die Pfarre für einen Neubau an anderer Stelle. 1875 wurde der „Bauverein zum hl. Sebastian“ gegründet, der fortan Spenden für das Bauprojekt sammelte. Nachdem genügend finanzielle Mittel bereitstanden, wurden die beiden Architekten Carl Rüdell und Richard Odenthal, die in Köln ein gemeinsames Architekturbüro führten, mit den Planungen für den Neubau beauftragt. Beginn der Bauarbeiten sowie die Grundsteinlegung waren 1891; 1893 war das neue Gotteshaus fertiggestellt und die Kirchweihe erfolgte am 15. Oktober 1893. 
Die Schäden des Zweiten Weltkrieges wurden unter der Leitung des Lobbericher Architekten Arno Schmitter beseitigt. Die letzte große Instandsetzung erfolgte 1988 bis 1989.

## Baubeschreibung
St. Sebastian ist eine dreischiffige Basilika aus Backsteinen in Formen der Neuromanik mit mächtiger, 63 m hoher Doppelturmfassade im Osten, Querschiff und halbkreisförmiger Apsis im Westen. Links und rechts des Chors erheben sich zwei kleinere, achteckige Türme. 

## Ausstattung

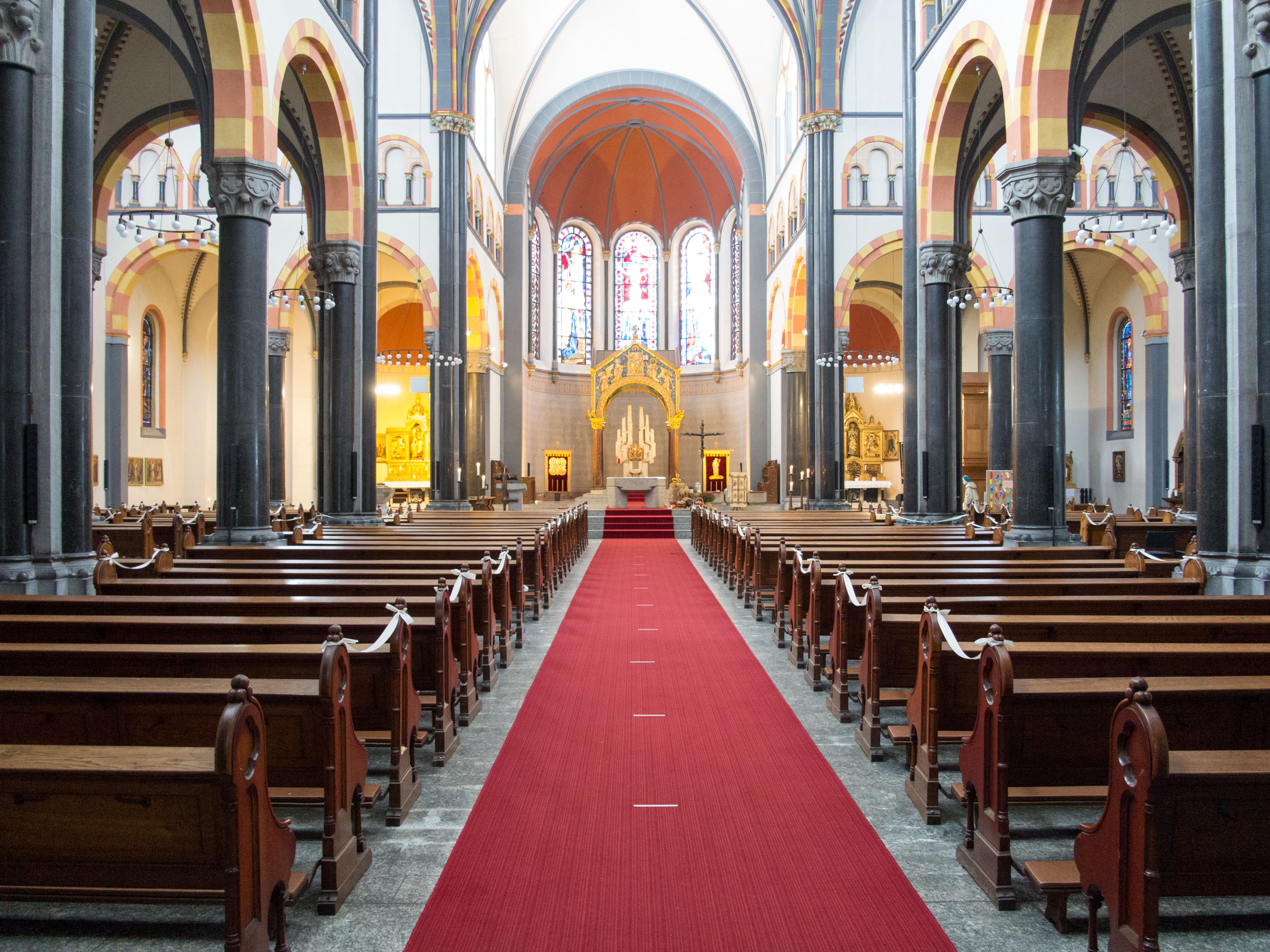
Innenraum

In der Kirche befinden sich einige aus der alten Kirche stammende Ausstattungsstücke. Dies sind der Taufstein aus dem 13. Jahrhundert, eine Anna selbdritt aus der Zeit um 1480/1490 sowie verschiedene Heiligenfiguren aus dem 16. und 17. Jahrhundert.
Von der bauzeitlichen Ausstattung sind Teile des ehemaligen Hochaltares im Seitenschiff erhalten. Der neuromanische Baldachin im Chor ist eine Nachbildung des Baldachins im Dom zu Mailand. Weiterhin haben sich die beiden Nebenaltäre, Marien- und Josefsaltar, aus dem Jahr 1906 erhalten, die in der Werkstatt Holtmann in Kevelaer hergestellt wurden. Ebenfalls bei Holtmann wurden die 14 Kreuzwegstationen 1907/1908 angefertigt.   
Zelebrationsaltar, Ambo, Sakramentshaus, Osterleuchter sowie die Sedilien wurden zwischen 1974 und 1976 vom Berliner Bildhauer Paul Brandenburg gefertigt.

## Pfarrer
Folgende Priester wirkten bislang als Pfarrer an St. Sebastian:
- 1907–1941: Heinrich Boers
- 1941–1948: Matthias Schmelzer
- 1948–1973: Peter Werth
- 1973–2000: Johannes Torka
- 2001–2007: Georg Kerkhoff
- 2007–2024: Günter Wiegandt
- Seit 2025: Benedikt Schnitzler (Pfarradministrator)